# Иззет Гюнай
Иззет Гюнай (на турски: İzzet Günay) е турски актьор, антиквар и филателист. В България познат с ролята си на Хасан Азизоолу в сериала „Щастливи заедно“.

## Биография
Иззет Гюнай е роден на 21 август 1934 г. в квартал Юскюдар на Истанбул. Баща му е бил управител на кея в Юскюдар. Учил е в Морския колеж и завършил гимназия в Haydarpaşa Lisesi. Работил е като технически художник в Областната дирекция за реконструкция. Известно време е бил и учител по танци. Започва да играе в театър още в гимназиалните си години. След като е прослужил в армията се е занимавал с търговия на лигнит.

## Театър
През 1957 година кандидатства в театъра на Дормен по обява във вестник. След няколко дена след като никой не му се обажда от театъра отива да си вземе обратно снимките, които изкарал за 50 лири. На вратата се засича със самия Халдун Дормен (собственика на театъра), който го назовава по име и му казва, че са имали намерение да го извикат. Със снимките си е направил впечатление на много красив млад мъж. Първата пиеса в която участва с малка роля се е казвала „Kara Ağaçlar Altında“. В периода от 1953 до 1963 година играе в редица пиеси от същия театър.

## Кино
През 1958 година започва своята кариера в киното с малка роля във филма „Kırık Plak“, продуциран от фирма Kemal Film. В този филм играе ролята на шофьор на главния герой, изигран от Зеки Мюрен. Иззет Гюнай разказва, че е ходил на кино няколко пъти за да може да види първата си роля на големия екран. След това изиграва няколко малки роли в различни филми и получава първата си главна роля във филма „Varan Bir“(1964). За кратко време прави впечатление с това, че макар да е много красив е и много добър комик, което не е обичайно за турското кино по това време.

## Живот след киното
Поради икономически причини, след като киното започва да не носи приходи в Турция започва да пее турска класическа музика. В следващите години участва в няколко сериала.
От малък е имал интерес към колекционерството и имал голяма колекция от пощенски марки и медальони. През 1985 година отваря антикварен магазин и дава консултантски услуги относно антикварство.

## Награди
- 1964 – Филмов фестивал Златен портокал – Анталия – Най-добър актьор – филм „Дърветата умират прави“ (Ağaçlar Ayakta Ölür)
- 2009 – 2.Türk Sineması Sevgi Onur Ödülleri, филм „Vesikalı Yarim“ – Заедно с Тюркян Шорай вземат почетната награда на фестивала
- 4. Yeşilçam Ödülleri – Награда за принос към изкуството и културата

## Филмография
- Aşka Sürgün – 2005
- Yadigar – 2004
- Bay E – 1995
- Unutulmayanlar – 1981
- Renkli Dünya – 1980
- Güngörmüşler – 1976
- Duyun Beni – 1975
- Kısmet – 1974
- Felek – 1973
- Çapkınlar Şahı / Don Juan 72 1972
- Kader Yolcuları – 1972
- Aşk Ve Cinayet Meleği – 1972
- Aşkım Kaderim Oldu – 1972
- Kefenin Cebi Yok Fırtına – 1972
- O Ağacın Altında – 1972
- Suya Düşen Hayal – 1972
- Hedefte Beş Adam – 1972
- Kaderin Esiriyiz – 1972
- Hayat Mı Bu – 1972
- Anneler Ve Kızları – 1971
- İki Belalı Adam – 1971
- Katil Kim – 1971
- Silahlar Konuşuyor – 1971
- Yarın Ağlayacağım – 1971
- Kezban Paris'te – 1971
- Ali Cengiz Oyunu – 1971
- Genç Kızlar Pansiyonu – 1971
- Gizli Aşk – 1971
- Katiller – 1971
- Bebek Gibi Maşallah – 1971
- Birleşen Yollar – 1970
- Kara Dutum – 1970
- Red Kit – 1970
- Duyduk Duymadık Demeyin – 1970
- Şıllık – 1970
- Günahsız Katiller – 1970
- Kanunsuz Kardeşler – 1970
- Şoför Nebahat – 1970
- Aşk Yarışı – 1969
- Esmerin Tadı Sarışının Adı – 1969
- Seninle Ölmek İstiyorum – 1969
- Şahane İntikam – 1969
- Asi Kabadayı – 1969
- Cesur Kabadayı – 1969
- Garibanlar Mahallesi – 1969
- Kadın Paylaşılmaz – 1969
- Tatlı Günler – 1969
- Fakir Kızı Leyla – 1969
- İncili Çavuş – 1968
- Affedilmeyen Suç – 1968
- Menderes Köprüsü – 1968
- Kara Atmaca'nın İntikamı – 1968
- Atlı Karınca Dönüyor – 1968
- Kezban – 1968
- Vesikalı Yarim – 1968
- Arkadaşımın Aşkısın (Kan Kardeşim) – 1968
- Kader Böyle İstedi – 1968
- Kalbimdeki Yabancı – 1968
- Dolmuş Şoförü – 1967
- Ağlayan Kadın – 1967
- Düşman Aşıklar – 1967
- Hayat Acıları – 1967
- Hırçın Kadın – 1967
- Kederli Günlerim – 1967
- Sefiller – 1967
- Kara Kartal (1) – 1967
- Zalimler De Sever – 1967
- Kara Atmaca – 1967
- Ayrılık Saati – 1967
- Kardeş Kavgası – 1967
- Kanlı Mezar – 1966
- Namus Kanla Yazılır – 1966
- Yumrukların Kanunu – 1966
- Ailenin Yüz Karası – 1966
- Tehlikeli Oyun – 1966
- Çeşmemeydanlı Ali – 1966
- Fakir Ve Mağrur – 1966
- Şeref Kavgası – 1966
- Akşam Güneşi – 1966
- Ümit Sokağı – 1966
- Ay Yıldız Fedaileri – 1966
- Beyoğlu Esrarı – 1966
- Kumarbaz – 1965
- Yabancı Olduk Şimdi – 1965
- Cici Kızlar – 1965
- Gurbet Türküsü – 1965
- Kolla Kendini Bebek – 1965
- Sevdalı Kabadayı – 1965
- Yalancı – 1965
- Nazar Değmez İnşallah – 1965
- Şeker Hafiye – 1965
- Eller Yukarı – 1965
- Severek Ölenler (Kartalların Öcü) – 1965
- Elveda Sevgilim – 1965
- Ekmekçi Kadın – 1965
- Tığ Gibi Delikanlı – 1964
- Fıstık Gibi Maşallah – 1964
- Macera Kadını – 1964
- Öpüşmek Yasak – 1964
- Anasının Kuzusu – 1964
- Anadolu Çocuğu – 1964
- Asfalt Rıza – 1964
- Aslan Marka Nihat (Aşk Otobüsü) – 1964
- Bomba Gibi Kız – 1964
- Ölümün Ücreti – 1964
- Kimse Fatma Gibi Öpemez – 1964
- Varan Bir – 1964
- Kavga Var – 1964
- Yiğitler Yatağı – 1964
- Tophaneli Osman – 1964
- Acemi Çapkın – 1964
- Ağaçlar Ayakta Ölür – 1964
- Afilli Delikanlılar – 1964
- Çalınan Aşk – 1963
- Hop Dedik – 1963
- Beni Osman Öldürdü – 1963
- Tatlı Sert – 1963
- Barut Fıçısı – 1963
- Çifte Nikah – 1962
- Fatoş'un Bebekleri – 1962
- Kırık Plak – 1959